# Matilde Artés, Graciela y Carla Rutila Artés
Matilde Artés, Graciela y Carla Rutila Artés, abuela, madre y nieta, fueron militantes políticas que sufrieron distintos tipos de torturas en Bolivia y Argentina, por parte de represores integrantes del denominado Plan Cóndor.

## Graciela Rutila Artés
Graciela nació en la ciudad de Buenos Aires el 29 de diciembre de 1951.  Desde los 20 años vivió en Oruro, Bolivia donde estudió Farmacia, Bioquímica y Asistente Social. Como dirigente estudiantil, se relacionó con obreros y participó de una huelga minera sin saber que los agentes secretos la vigilaban de cerca. Junto a su esposo Enrique Lucas López,un uruguayo que había sido Tupamaro, militaban en el Ejército de Liberación Nacional boliviano.
Fue secuestrada el 2 de abril de 1976, en  Oruro, con su hija Carla, de nueve meses por los militares bolivianos, que le taparon la boca con una venda y la golpearon salvajemente. El secuestro de Graciela fue minuciosamente planificado. La sometieron con el cuerpo desnudo a la picana y la quemaron con cigarrillos en las oficinas del Departamento de Orden Político (DOP), a las órdenes de Guido Benavídez. Una comisión de la Policía Federal Argentina, que viajó especialmente al altiplano, completó el interrogatorio en una casa de seguridad del Ministerio del Interior. Graciela pasó después un tiempo en la prisión de Viacha. La torturaron con dureza porque querían conocer el paradero de su compañero (quien  fue asesinado el 19 de septiembre de 1976). A Carla, mientras tanto, la mantenían en un orfanato con el nombre falso de Norah Nentala. Por la presión de su abuela Matilde, que la buscaba incansablemente, Carla fue trasladada a un orfanato de La Paz, donde la registraron con su nombre verdadero. A  la niña la habían sacado varias veces de visita. La niña  fue llevada por los represores a ver a su madre maltrecha en la sala de tortura : "la tenían desnudita, cogida de los pies y boca abajo", declaró luego ante la CONADEP. Luego el calvario siguió en Argentina, donde madre e hija fueron entregadas en la frontera Villazón-La Quiaca y los militares argentinos las llevaron a Automotores Orletti, un centro clandestino de detención.

## Carla Graciela Rutila Artés
Carla nació en Miraflores, Perú, el 28 de junio de 1975. Tenía un año y tres meses cuando llegó a Orletti, centro neurálgico del Plan Cóndor y donde había una importante cantidad de presos políticos uruguayos. Un sobreviviente situó a su madre en ese espacio, pero en Argentina nadie la reconoció porque su  militancia se había desarrollado centralmente en Bolivia.  Eduardo Alfredo Ruffo  expolicía miembro de la Triple A y muy vinculado al exjefe de la SIDE Otto Paladino y a Aníbal Gordon, la inscribió como propia con el nombre falso de Gina Amanda Ruffo y con una falsa fecha de nacimiento en Perú.  Carla fue criada por este hombre y su esposa.
Declaró en 2011 en Buenos Aires, en el juicio por robo de bebés, donde había regresado después de 25 años de vivir en España con su abuela “Sacha”. En aquel juicio, Carla contó también que fue abusada por su padre represor. Carla no solo declaró contra el expolicía Eduardo  Ruffo por haberse apropiado de ella, sino también por haberla violado, casi a diario entre los tres y los 10 años. Carla recordó que un día se encontraba en la casa de sus apropiadores mirando televisión y vio a una señora en una manifestación reclamando con su foto por su paradero. Tenía tan solo 9 años y le preguntó a su apropiador que le dijo que era una vieja loca-bruja que quería sacarle la sangre y alejarla de él. Le pegó muy fuerte, la  encerró en una habitación y le dijo que nunca más pregunte.
En 1983 Abuelas de Plaza de Mayo localizó a Carla en poder de Ruffo  y su esposa Armanda Cordero. El matrimonio se encontraba prófugo de la justicia hasta que en 1985, tras una intensa búsqueda, fueron localizados en Tigre. La niña se realizó los análisis inmunogenéticos en el Banco Nacional de Datos Genéticos y los resultados confirmaron que se trataba de Carla, hija de Graciela y Enrique. Dos años después se logró la reunificación con su abuela. Carla es la primera nieta recuperada por la Abuelas de Plaza de Mayo.
Carla Graciela Rutila Artés contó que cuando vio por primera vez a su abuela ésta le dijo: “`Soy tu abuela y hace nueve años que te busco`. Abrió sus brazos y yo no hice otra cosa que acurrucarme y ahí quedamos como cinco o diez minutos”.
Amanda Cordero de Ruffo había sido intervenida quirúrgicamente, en 1973, y como consecuencia de la intervención queda imposibilitada para concebir. En el año 1983, la Asociación de Abuelas de Plaza de Mayo recaba información suficiente para afirmar que la pareja Ruffo-Cordero se había apropiado de dos niños, presuntamente hijos de desaparecidos, ambos inscriptos como hijos naturales del matrimonio (bajo los nombres de Gina Amanda y Alejandro Ruffo). Posteriormente de confirmó  que Alejandro no era hijo biológico del matrimonio, aunque tampoco se logra identificarse su verdadera filiación.
Se condenó a Eduardo Ruffo y a su esposa por la falsificación de documento en perjuicio de Carla Rutila Artés.
Carla falleció a causa de un cáncer y sus restos  fueron inhumados el   24 de febrero de 2017 en el cementerio de la Chacarita.

## Matilde Artés Company
“Sacha”, la madre de Graciela, era actriz y militante política. Hizo las primeras denuncias en Bolivia.  La dictadura de Banzer la había detenido, interrogado y torturado por sus vínculos con organizaciones latinoamericanas. Cuando detuvieron a su hija, no era una desconocida para el régimen. Ante la falta de respuestas, llegó a escribir una carta dirigida a  Banzer,  escrito que se publicó en el diario “Presencia” y que provocó un revuelo social. Los medios de comunicación la mencionaban como “la defensora de los derechos humanos”.
Por una serie de averiguaciones, se enteró de que a Graciela la habían sacado hacia Argentina el 29 de agosto de 1976. Los represores argentinos se movieron rápidamente en la clandestinidad. A Graciela la desaparecieron y Carla fue entregada a Ruffo,  su apropiador y uno de los más brutales verdugos de Automotores Orletti, donde madre e hija permanecieron cautivas.
Sacha ya había sido perseguida en varios países por su militancia. Ella misma llevó adelante el caso de su nieta junto con Abuelas. Los apropiadores, luego de estar un tiempo prófugos, fueron detenidos.
Sacha Artés integró la agrupación de las abuelas de la Plaza de Mayo. En el año 2015 el gobierno español le quitó la pensión con la que sobrevivía.

## Más víctimas en Bolivia
Bolivia participó de la Operación Cóndor con 14 víctimas: nueve de ellas fueron bolivianos secuestrados en Argentina, y los cinco restantes fueron argentinos detenidos en Bolivia. Siete de los casos llegaron al juicio del Plan Cóndor: Graciela Rutila Artés, Óscar Hugo González de la Vega, Efraín Fernando Villa Isola, Luis Faustino Stamponi Corinaldesi, Mafalda Corinaldesi de Stamponi, Jorge Hernán Villavicencio Calderón y Erasmo Suárez Balladares.
Según se comprobó por documentación de los servicios de inteligencia de ambos países, la dictadura del entonces presidente de facto boliviano, Hugo Banzer Suárez,  tuvo un intercambio fluido con la Junta Militar argentina. La conexión entre los agentes de inteligencia fue directa, había un interés recíproco en no sólo hacer operativos en la frontera sino en procedimientos específicos en ciudades de ambos países. El caso de Rutila Artés, además, fue paradigmático porque tuvo repercusión por las denuncias de Matilde, que llegaron al propio presidente Banzer. Y por eso las fueron moviendo de un lugar a otro”, explicaron desde la secretaría de Pablo Ouviña, el fiscal argentino del juicio por Plan Cóndor.

## Libro
En 2012, el periodista y escritor Juan Carlos Martínez presentó un libro donde relata la historia de Matilde  en la búsqueda de su nieta. Carla Artés, estuvo en el acto. también se cuenta la unión de Carla con Nicolás, a quien conoció en un acto en Automotores Orletti. Nicolás es un hijo de desaparecidos, cuyo padre había estado en Orletti.